# Curvipennis furculis
Curvipennis furculis is een rechtvleugelig insect uit de familie veldsprinkhanen (Acrididae). De wetenschappelijke naam van deze soort is voor het eerst geldig gepubliceerd in 1997 door Mao & Zheng.